# VVA-14 (航空機)
VVA-14
放棄された状態のベリエフVVA-14。主翼が失われている
- 用途：対潜哨戒機
- 分類：水陸両用機
- 設計者：ロベルト・バルティーニ
- 製造者：ベリエフ
- 運用者： ソビエト連邦
- 初飛行：1972年
- 生産数：試作2機
- 運用状況：退役

ベリエフ VVA-14は、垂直離着陸可能な水陸両用機として研究されていた機体である。
1970年代、この機体はソビエト連邦により開発された。水上から発進し高速で長距離飛行が可能で、リフトエンジンにより滑走路無しで垂直に離着陸できるよう設計されていた。本機は通常の航空機のように高空を飛行したほか、地面効果により海面上を効率よく滑空する能力を有した。
VVA-14は、アメリカ海軍が潜水艦にポラリスミサイルを搭載、運用したことから、これを撃破する必要性が確認され、この答えとしてロベルト・バルティーニにより設計された。

## 開発
バルティーニは、ベリエフ設計局と協力し、3段階でのVVA-14の試作機開発を企図した。VVA-14M1は、流体力学および技術的なテストベッドとなる予定だった。当初この機体は中央の主翼部分終端に硬式ポンツーンを装備しており、後にこれは膨張させて使用可能なポンツーンに換装された。VVA-14M2は、より進化しており、機に揚力を与えるため、翼下の空洞に燃焼流を排気する2基の始動用エンジンを装備した。また、後には垂直離着陸能力を得るため、リフト・エンジンの列を構成し、フライ・バイ・ワイヤによる飛行管制が導入される予定だった。VVA-14M3は、完全武装したVTOL機になる予定で、コンピュータ化されたBurevestnik ASW（対潜戦）システムを装備し、さらに、Bor-1 MAD（磁気探知機）および他の作戦用器材を備えるものとされた。

## 経緯
地面効果を利用した小型の試作航空機、ベリエフ Be-1の開発を含む広汎な研究の後に、最初のVVA-14試作機が1972年に完成した。1972年9月4日、初飛行が従来型の滑走路から行われた。
1974年、膨張式のポンツーンが導入されたが、開発チームの作業には多数の問題が引き起こされた。浮揚および水上滑走試験がこれに続き、1975年6月11日には水陸両用機として飛行試験を始めるにまで達した。
膨張式のポンツーンは、後に硬式ポンツーンに換装された。この間、胴体部分が延長され、始動用エンジンが追加された。この改修機は14M1Pの呼称を与えられた。しかしながら、設計局が供給するはずの、垂直離着陸に使用するよう企図された12基のRD-36-35PR リフトエンジンが調達されず、これによりVTOL試験は不可能となった。
1974年、バルティーニの死後は計画が遅延し、結局は幕が引かれた。この航空機は107回飛行し、総飛行時間は103時間であった。唯一残存するVVA-14はNo.19172機で、1987年にモニノに所在する空軍中央博物館に引き取られ、退役した。
2021年現在、この航空機は主翼が解体された状態で博物館の屋外に残置されている。展示品としてはナンバーが「10687」また、「アエロフロート」とされている。

## 諸元 (VVA-14M1)
主要諸元
- 乗員：3名
- 全長：25.97m
- 全幅：30m
- 全高：6.79m
- 翼面積：217.79m²
- 空虚重量：23,296kg
- 全備重量：52,000kg
- 機関：（巡航時）D-30M ターボファンエンジン2機、両方とも推力67kN、（VTOL時・未装着）RD-36-35PR リフトターボファンエンジン12機、いずれも推力43kN

性能
- 最高速度：760km/h
- 巡航速度：640km/h
- 航続距離：2,450km
- 実用上昇限度：8,000-10,000m

## 他の文化との関連
日本製のゲームである『メタルギアソリッド3』で本機が登場する。